# Pepe Romero

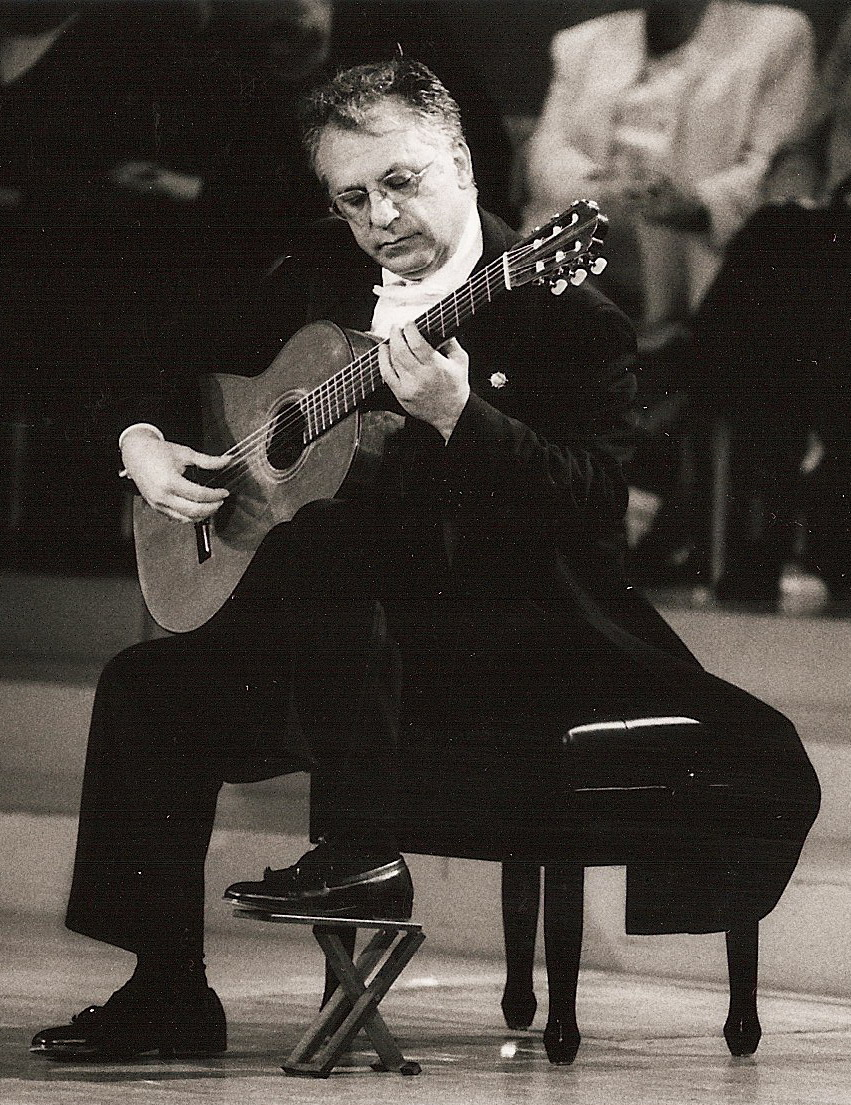
Pepe Romero in concert

Pepe Romero (Málaga, 8 maart 1944) is een Spaanse gitarist.
Hij is de tweede zoon van zangeres/actrice Angelita Romero en gitarist/componist Celedonio Romero die tevens zijn enige gitaarleraar was. Zijn broers, Celin en Angel zijn ook gitaristen.
De familie ontvluchtte Franco’s Spanje in 1957 en emigreerde naar de Verenigde Staten, waar ze grote faam verwierf als een gitaar-ensemble.
Zijn eerste optreden deed Romero samen met zijn vader toen hij 7 jaar oud was.
Romero maakt sinds zijn 15e jaar opnamen. Inmiddels bestaat zijn discografie uit meer dan 50 solo-albums, naast een 30-tal albums met zijn broers en vader, het gitaarkwartet The Romeros.
Pepe is vooral bekend vanwege zijn uitstekende techniek en kleurrijke muzikale interpretaties van het instrument. Dit geldt voor zowel zijn klassieke muziek als voor zijn flamenco.
Een bekend werk van Pepe Romero is het flamenco-album Flamenco Fenómeno!.
Zijn uitvoering van het Concierto de Aranjuez is een veelgeprezen werk.
Als gitaar-solist verscheen hij voor vele orkesten over de gehele wereld. Hij heeft gespeeld voor koningin Beatrix, de Prins van Wales, de presidenten Carter en Nixon en paus Johannes Paulus II. Het eredoctoraat in de muziek van de Universiteit van Victoria is een van de vele internationale onderscheidingen die hij inmiddels heeft ontvangen. Daarnaast sloeg Juan Carlos I van Spanje de gebroeders Romero op 11 februari 2000 tot ridders van de Orde van Isabella de Katholieke. De ceremonie vond plaats op de Thornton School of Music van de University of Southern California. Hij is daar leraar klassieke gitaar, vanaf 2004 met de titel Distinguished Artist in Residence.